# United Nations Mission of Observers in Prevlaka
Die Beobachtermission der Vereinten Nationen in Prevlaka (englisch United Nations Mission of Observers in Prevlaka, kurz UNMOP) war eine Friedenssicherungsmission der Vereinten Nationen vom 15. Januar 1996 bis zum 15. Dezember 2002, die das Ziel hatte, die Entwaffnung der Halbinsel Prevlaka an der Adriatischen Küste des Westbalkan nach dem Zerfall Jugoslawiens zu überwachen.

## Geschichte
Die Prevlaka mit ihrer strategischen Lage an der Bucht von Kotor, einem der besten Häfen an der Adria, ist seit Jahrhunderten ein Grenzgebiet, im Dreiländereck zwischen Bosnien, Kroatien und Montenegro, historisch Zeta, den Stadtstaaten Ragusa und Cattaro, und den Großmächten Venedig, Ungarn und Österreich, und dem Osmanischen Reich.
Vor dem Zerfall Jugoslawiens 1991 war sie Militärstützpunkt der Jugoslawischen Volksarmee. Aus diesem Grund war die Halbinsel zwischen dem neu entstandenen Staat Kroatien und „Restjugoslawien“ (Serbien und Montenegro), dem Rechtsnachfolger des sozialistischen Jugoslawiens, stark umstritten. Der kroatischen und der jugoslawischen Präsident, Franjo Tudjman und Dobrica Ćosić, kamen am 30. September 1992 in Genf zu einer Übereinkunft, die Gegend zu entmilitarisieren. Mit der UN-Resolution 779 wurde die Überwachung der UNPROFOR übertragen, die Friedensmission scheiterte aber, im Zuge des Bosnienkriegs 1992–95 war die Gegend bis hinauf auf die Bjelotina umkämpft.  März 1995 wurden die operativen Aufgaben der Operation des Vertrauens in Kroatien (UNCRO) übertragen.
Aus diesem Grunde wurde 1996 eine eigene UN-Mission geschaffen, die United Nations Mission of Observers in Prevlaka (UNMOP) eingerichtet. Damit wurden Militärbeobachter und zivile Polizei-Überwacher auf der Halbinsel stationiert. Per 1. Februar 1996, nachdem das Mandat das erste Mal verlängert worden war (Resolution 1038), wurde die UNMOP aus der UNPROFOR eigenständig ausgegliedert, de facto aber Teil der UN-Mission in Bosnien-Herzegowina (UNMIBH).
Erst nach der Übereinkunft zur Normalisierung der Beziehungen vom 23. August 1996 gingen Kroatien und Serbien, die mehr in ihren Hauptgrenzgebiet Slawonien engagiert waren, sowie das Juni 2006 unabhängig gewordene Montenegro auch die Prevlak-Frage an, aber erst mit der 1998 eingerichteten UN-Übergangsverwaltung UNTAES für die Hauptkonfliktgebiete begannen direkte Verhandlungen. Diese wurden durch die NATO-Missionen gegen Serbien im Zusammenhang mit dem Kosovokrieg im März 1999 wieder unterbrochen. Auch das Oktober 1999 von damaligen UN-Generalsekretär Kofi Annan mit der Resolution 1252 (1999) erarbeitete Paket vertrauensbildender Maßnahmen an die Akteure blieb ohne Erfolg.
Erst 2000, mit den neuen Regierungen in Kroatien und in Serbien und den neuen Präsidenten Ivo Josipović und Boris Tadić, kam der Prozess wieder in Gang. Dezember 2001 wurde eine gemeinsame diplomatische Kommission geschaffen, und nach mehreren Verhandlungsrunden wurde April 2002 eine baldige Lösung in Aussicht gestellt. Am 10. Dezember 2002 konnte dann eine kroatisch-serbische Übergangsverwaltung für die Halbinsel eingerichtet werden. Ein paar Tage später wurde die Mission für beendet erklärt.

## Organisation
Es nahmen Argentinien, Bangladesch, Belgien, Brasilien, Tschechien, Dänemark, Ägypten, Finnland, Ghana, Indonesien, Irland, Jordanien, Kenia, Nepal, Neuseeland, Nigeria, Norwegen, Pakistan, Polen, die Russische Föderation, die Schweiz und die Ukraine an dieser Mission teil.
Sitz der Mission war die nahe kroatische Stadt Cavtat. Weitere Stützpunkt waren die Oštra-Halbinsel selbst, Herceg Novi in Montenegro und Gruda in Kroatien.
Kommandeure (Chief Military Observer) waren:
- Col. Göran Gunnarsson (Schweden)
Januar 1996 – November 1996
- Col. Harold Mwakio Tangai (Kenia)
November 1996 – Juli 1998
- Col. Graeme Williams (Neuseeland)
Juli 1998 – September 2001
- Colonel Rodolfo Sergio Mujica (Argentinien)
September 2001 – Dezember 2002